# Manakin à queue barrée
Pipra fasciicauda
Espèce
Statut de conservation UICN

 LC  : Préoccupation mineure
Le Manakin à queue barrée (Pipra fasciicauda) est une espèce d'oiseaux de la famille des Pipridae.

## Répartition
Cette espèce vit dans le centre de l'Amérique du Sud.

## Sous-espèces
Selon le Congrès ornithologique international et Alan P. Peterson il existe cinq sous-espèces :
- Pipra fasciicauda calamae Hellmayr, 1910 ;
- Pipra fasciicauda saturata Zimmer, 1936 ;
- Pipra fasciicauda purusiana E. Snethlage, 1907 ;
- Pipra fasciicauda fasciicauda Hellmayr, 1906 ;
- Pipra fasciicauda scarlatina Hellmayr, 1915.